# Peter Wittgenstein
Louis Adolf Peter, Fyrste af Sayn-Wittgenstein-Berleburg (russisk: Пётр Христиа́нович Ви́тгенштейн, Pjotr Khristianovitj Wittgenstein; født 17. januar (6. januar jul.) 1769, død 11. juni 1843), kendt som Peter Wittgenstein, var en fyrste af det tyske dynasti Sayn-Wittgenstein og feltmarskal i Den Kejserlige Russiske Hær under Napoleonskrigene.

## Opvækst
Ludwig Adolf Peter Graf zu Sayn-Wittgenstein-Berleburg var af en familie af tyske grever, hvis sæde var i Berleburg (i det nuværende Nordrhein-Westfalen i Tyskland). Hans forældre var grev Christian Louis Casimir af Sayn-Wittgenstein-Ludwigsburg og hans første kone grevinde Amalie Ludowika Finck von Finckenstein.

## Militærkarriere
Wittgenstein blev indskrevet som sergent i Semjonovskij-regimentet i den kejserlige russiske hær i 1781, da han var 12 år. Han tiltrådte som vagtmester i livgardens kavaleriregiment i 1789. I 1793 opnåede han forfremmelse til major i det ukrainske lette kavaleriregiment. Han kæmpede med enheden i nedkæmpelsen af Kościuszko-opstanden i 1794. Han blev forfremmet til rang af oberst i 1798 og til generalmajor i 1799. I 1800 overtog han kommandoen over Mariupolski-husarregimentet.
Han deltog i Slaget ved Austerlitz i 1805, kæmpede i 1806 Den russisk-tyrkiske krig (1806-1812) og igen i 1807 mod Napoleon ved Friedland og mod svenskerne i Den finske krig.
Under Napoleons felttog ind i Rusland i 1812 kommanderede han den russiske hærs højre flanke i det første og andet slag ved Polotsk. De første slag stoppede Naploens fremrykning mod den russiske hovedstad Sankt Petersborg og gav Wittgenstein tilnavnet "Saint-Petersborgs Frelser".  Kejser Aleksandr 1. af Rusland tildelte ham Sankt Georgsordenen . Han forsøgte at kombinere med Pavel Tjitjagov ved slaget ved Berezina i november 1812, og senere kombineret med det preussiske hærkorps under Ludwig Yorck von Wartenburg .
I felttoget i 1813 overtog han i januar kommandoen over den russiske hær efter Kutuzovs død i april 1813 (????) og kommanderede den russiske hær ved Lützen og Bautzen . Men efter forårsoffensinvens nederlag afgav han denne kommando og førte et hærkorps under slaget ved Dresden (august 1813) og slaget ved Leipzig i oktober 1813.
I felttoget i 1814 ledede han 6. korps under Schwarzenberg og blev hårdt såret ved Bar-sur-Aube den 27. februar 1814.
I 1823 blev han forfremmet til feltmarskal, og i 1828 blev han udnævnt til at lede den russiske hær i krigen mod Tyrkiet . Men dårligt helbred tvang ham snart til at gå på pension. I 1834 gav kong Frederik Vilhelm III af Preussen ham titlen Fürst (fyrst) zu Sayn-Wittgenstein.

## Familie
Den 27. juni 1798 giftede han sig med den polske adelskvinde Antonia Cäcilie Snarska. Parret fik 11 børn. Han døde den 11. juni 1843 i Lemberg.